# 合金弹头：第一任务
合金弹头：第一任务（英文：Metal Slug: 1st Mission）是SNK在1999年於自家掌機NEGEO POCKET COLOR發行的越南大戰系列作品電子遊戲。

## 劇情
時間為公元2027年，越南大戰一年前發生的事件，非法武裝銷售事件瀕傳，經調查後發現，流出非法武器的來源竟然是正規軍人士，而正規軍正在製造的新兵器SV-000 METAL SLUG 原型機體，遭涉嫌者與武器開發者的希爾德加恩上校掌握在手中，並與游擊隊勾結，經情報指出他想要以此為籌碼發動政變，正規軍決定聯合情報部門成立超精英特種部隊遊隼(Peregrine Falcons / P.F)

## 特色
- 關卡一般路線與隱藏路線加起來共25關，隱藏路線有的會藏於一般路線之中
- 每個關卡都有小通道，通道內藏匿人質或敵人，也可能什麼都沒有，或是隱藏路線的入口
- 有生命值顯示
- 拯救人質可以獲得軍階，軍階可以提高生命值最大值

## 外部連結
- 越南大戰系列官方網站（页面存档备份，存于）
- 越南大戰：第一任務官方網頁 （页面存档备份，存于）